# Kelela
Келела Мізанекрістос (нар. 3 червня 1983) — американська співачка та автор пісень, відома за сценічним ім'ям Kelela. Дебютувала в музичній індустрії, випустивши у 2013 році мікстейп Cut 4 Me. У 2015 році випустила мініальбом Halucinogen. Її дебютний студійний альбом Take Me Apart вийшов у 2017 році й отримав схвалення критиків. Після майже 5-ти річної перерви Kelela випустила свій другий альбом Raven у лютому 2023 року.

## Ранні роки
Келела Мізанекрістос є американкою ефіопського походження в другому поколінні. Народилася у Вашингтоні, округ Колумбія, 6 червня 1983 року. Виросла в Гейтерсбурзі, штат Меріленд, у дитинстві вчилася грати на скрипці та співала в шкільному хорі. У 2001 році закінчила Magruder High School. Після переведення з коледжу Монтгомері до Американського університету, почала співати джазові стандарти в кафе. У 2008 році приєдналася до інді-гурту Dizzy Spells і співала прогресив-метал після зустрічі з Тосіном Абасі. У 2010 році переїхала до Лос-Анджелеса.

## Музична кар'єра
У листопаді 2012 року Мізанекрістос почала роботу над дебютним мікстейпом. Пізніше вона залишила роботу телемаркетолога, щоб повністю присвятити себе кар'єрі музиканта. Переїхавши до Лос-Анджелеса, зв'язалася з Teengirl Fantasy і зробила внесок в альбом групи Tracer 2013 року з піснею «EFX», що призвело до її зустрічі з продюсером Prince William з лейблу Fade to Mind.
У травні 2013 року з'явилася на альбомі Kingdom Bank Head, а через п'ять місяців випустила мікстейп Cut 4 Me. Гаррієт Гісбоун з The Guardian описала мікстейп як «експеримент для продюсерської команди, коли продюсерська група вперше використала вокал на клубних треках». Трек «Go All Night» був включений у Saint Heron, збірник, виданий Соланж Ноулз.
11 грудня 2013 року DJ Kitty Cash випустила мікстейп Love the Free, в якому була представлена пісня Kelela «The High». Пізніше вона сама випустила трек на своєму SoundCloud. Вона також виступила в пісні Bok Bok «Melba's Call», яка вийшла 5 березня. 3 березня 2015 року Kelela оголосила про випуск першого EP Halucinogen разом із випуском головного синглу «A Message» та супроводжуючого його музичного відео. Другий сингл «Rewind» випущений 2 вересня. EP розповідає про початок, середину та кінець стосунків у зворотному хронологічному порядку. До нього входить раніше поширений трек «The High».
У 2016 році Kelela була представлена у «A Breath Away» з альбому Clams Casino 32 Levels, «From the Ground» з Atrocity Exhibition Денні Брауна та «Scales» з A Seat at the Table Соланж Ноулз. У лютому 2017 року взяла участь у Red Bull Sound Select 3 Days in Miami. Пізніше того ж року виступила на треку «Submission» разом з репером Денні Брауном і співала у треку «Busted and Blue» з альбому Gorillaz Humanz.
14 липня 2017 року Kelela анонсувала дебютний студійний альбом Take Me Apart. Він був доступний для попереднього замовлення 1 серпня разом із випуском головного синглу «LMK». Ще три сингли передували альбому, «Frontline», «Waitin» і «Blue Light» виходу 6 жовтня 2017 року. Альбом отримав широке визнання музичних критиків і був представлений у різних списках на кінець року. Він також був включений до видання книги 2018 року «1001 альбом, який ви повинні почути, перш ніж померти».
13 червня 2018 року Kelela була представлена у реміксі Girl Unit на пісню «WYWD», яка стала головним синглом з їхнього майбутнього альбому Song Feel. Раніше вони разом працювали над треками «Floor Show» з Cut 4 Me і «Rewind» з Hallucinogen.
12 вересня 2018 року Kelela анонсувала Take Me a_Part, the Remixes, альбом реміксів, що складається з реміксів з її дебютного альбому, і поділилася реміксом для «LMK» за участю Princess Nokia, Junglepussy, Cupcakke та Ms. Boogie. 26 вересня Kelela поділилася реміксом Kaytranada «Waitin» як другим синглом з альбому. Альбом був випущений 5 жовтня 2018 року, через рік після виходу Take Me Apart.
13 вересня 2022 року артистка випустила свій перший сингл за п'ять років «Washed Away» разом із музичним відео. 15 листопада 2022 року Kelela оголосила, що її другий студійний альбом, Raven, буде випущений на початку 2023 року. «Happy Ending», «On the Run», «Contact» і «Enough for Love» також були випущені як сингли до виходу випуск альбому.
10 лютого 2023 року відбулась прем'єра альбому "Raven". Того ж дня вона виконала вживу сингл «Enough for Love» на The Tonight Show Starring Jimmy Fallon.
10 листопада 2023 року вийшла спільна пісня під назвою "Bury Me" з PinkPantheress на дебютному альбомі останньої.

## Дискографія

### Студійні альбоми
- Take Me Apart (2017)
- Raven (2023)

### Мініальбоми
- Hallucinogen (2015)

### Ремікс-альбоми
- Hallucinogen Remixes (2015)
- Take Me a_Part, the Remixes (2018)
- RAVE:N, The Remixes (2024)

### Мікстейпи
- Cut 4 Me (2013)